# Bergörn
Bergörn (Nisaetus nipalensis) är en asiatisk fågel i familjen hökar inom ordningen hökfåglar.

## Utseende
Bergörnen är en medelstor rovfågel med en kroppslängd på 69-84 cm och vingbredden 135-175 cm. Adulta fågeln är vanligen brun ovan och blekare under med bandad undersida på stjärt och vingpennor. Bröst, buk och undervingens täckare är kraftigt streckade. Vingarna är breda med S-formad bakkant och hålls i lätt upplyfta i ett "V" i flykten. Könen är lika, men ungfåglarna har ofta ljusare huvuden. Den japanska underarten orientalis är större, ljusare och har bara en mycket liten tofs jämfört med nominatformen. 

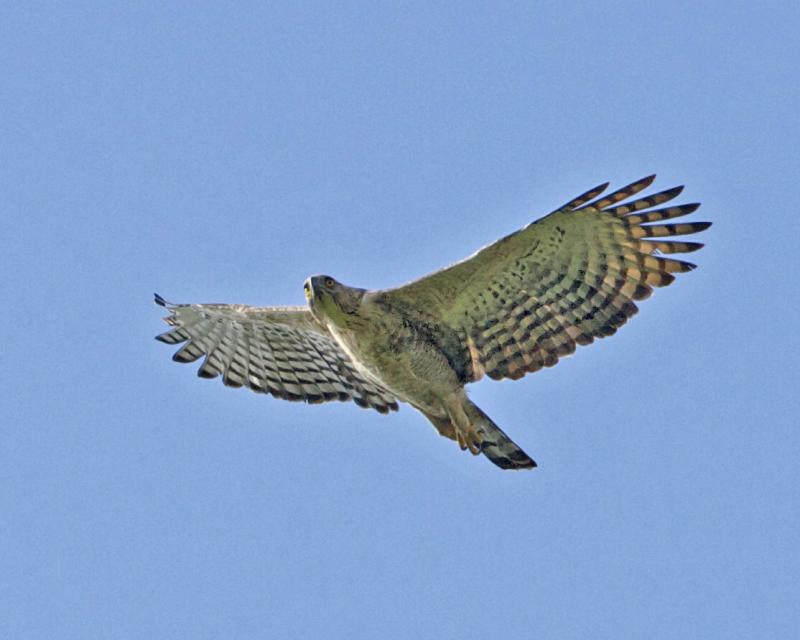
Bergörn fotograferad i Malaysia.

## Utbredning och systematik
Bergörnen delas upp i två underarter med följande utbredning:
- Nisaetus nipalensis nipalensis – Indien till östra Kina, Taiwan, Indokina och Malackahalvön
- Nisaetus nipalensis orientallis – i Japan

Tillfälligt har den påträffats i Hong Kong, Korea och Mongoliet.

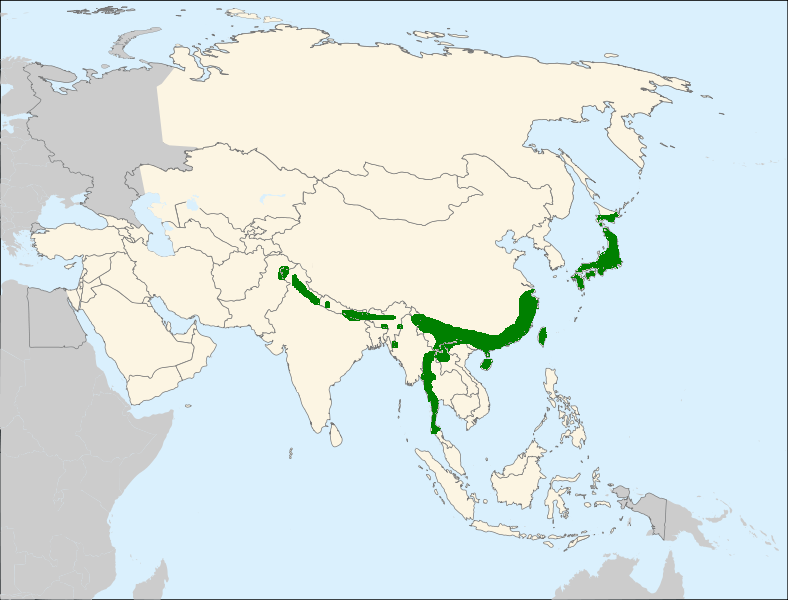
Berghökörnens utbredningsområde, här även inkluderande ghatshökörnen.

Tidigare betraktades även ghatshökörn (Nisaetus kelaarti) som underart till berghökörn, men urskiljs nu efter studier oftast som egen art.

### Släktestillhörighet
Arten fördes tidigare till släktet Spizaetus, men DNA-studier visar att de inte är varandras närmaste släktingar.

## Levnadssätt
Bergörnen förekommer i bergslägna skogsmarker på mellan 600 och 4 000 meters höjd. Den bygger ett bo av kvistar i ett träd och läggar vanligtvis ett enda ägg. Fågeln lever av små däggdjur, fåglar och reptiler.

## Status och hot
Arten har ett stort utbredningsområde och en stor population, men tros minska i antal, dock inte tillräckligt kraftigt för att den ska betraktas som hotad. IUCN kategoriserar den som nära hotad (LC). Notera att IUCN inkluderar malabarhökörnen i berghökörnen.